# Ischiopsopha helleri
Ischiopsopha helleri är en skalbaggsart som beskrevs av Moser 1906. Ischiopsopha helleri ingår i släktet Ischiopsopha och familjen Cetoniidae. Inga underarter finns listade i Catalogue of Life.